# Erik Martin
Erik Martin, né en 26 mai 1971, est un ancien joueur américain de basket-ball. Il évolue au poste d'ailier.

## Palmarès
- Finaliste des Jeux panaméricains de 1995
- Champion des Amériques 1997
- Champion CBA 1995
- CBA All-Defensive First Team 1995
- CBA All-Rookie First Team 1994